# توماس ر. بينيت
توماس ر. بينيت هو قاضي وسياسي كندي، ولد في 1830، وتوفي في 13 أغسطس 1901.